# Olympische Jugend-Sommerspiele 2010/Teilnehmer (Großbritannien)
| Gelbes Symbol für Goldmedaillen mit stilisierten Olympischen Ringen | Graues Symbol für Silbermedaillen mit stilisierten Olympischen Ringen | Braundes Symbol für Bronzemedaillen mit stilisierten Olympischen Ringen |
| ------------------------------------------------------------------- | --------------------------------------------------------------------- | ----------------------------------------------------------------------- |
| 3                                                                   | 1                                                                     | 5                                                                       |

Die Jugend-Olympiamannschaft aus Großbritannien für die I. Olympischen Jugend-Sommerspiele vom 14. bis 26. August 2010 in Singapur bestand aus 39 Athleten.
Der ursprüngliche Kader bestand aus 40 Athleten, von denen sich zwei jedoch zurückzogen: Die Turnerin Laura Mitchell und die Fünfkämpferin Kerry Prise. Für Mitchell rückte Jessica Hogg auf.

## Athleten nach Sportarten

### Badminton
Mädchen
- Sarah Milne

### Bogenschießen
Jungen
- Mark Nesbitt

### Boxen
Jungen
- Zack Davies

### Fechten
| Mädchen - Amy Radford | Jungen - Alexander Tofalides |

### Kanu
Jungen
- Andrew Martin

### Leichtathletik
| Mädchen - Katie Bryes - Abi Fitzpatrick - Louisa James - Freya Jones - Sophie McKinna - Victoria Ohuruogu - Georgia Peel - Annie Tagoe Bronze Staffel | Jungen - David Bolarinwa Silber Staffel Bronze 100 m - Andrew Elkins - Charlie Grice Bronze 1000 m - Themba Luhana - Zak Seddon |

### Moderner Fünfkampf
Jungen
- Greg Longden

### Reiten
- Carian Scudamore
Gold  Springen Mannschaft

### Rudern
| Mädchen - Fiona Gammond - Georgia Howard-Merrill Gold Zweier | Jungen - Caspar Jopling - Ed Nainby-Luxmoore |

### Schwimmen
| Mädchen - Eleanor Faulkner Bronze 400 m Freistil | Jungen - Rachael Kelly Bronze 100 m Schmetterling |

### Segeln
| Mädchen - Jade Rogers | Jungen - Kieran Martin Bronze Windsurfen |

### Taekwondo
Mädchen
- Jade Jones
Gold  Klasse bis 55 kg

### Tennis
Jungen
- Oliver Golding
Gold  Doppel (mit Jiří Veselý  Tschechien)

### Tischtennis
Mädchen
- Alice Loveridge

### Triathlon
| Mädchen - Eli Thorogood | Jungen - Andrew Hood |

### Turnen
| Mädchen - Jessica Hogg | Jungen - Nathan Bailey - Sam Oldham Gold Barren Silber Seitpferd |

### Wasserspringen
| Mädchen - Megan Sylvester | Jungen - Tom Daley |